# Amen.
Amen., släppt på DVD som Den slutgiltiga lösningen, är en tysk, rumänsk och fransk film från 2002 regisserad av Costa-Gavras. Amen är ett hebreiskt uttryck som betyder ungefär "låt det så ske". Den tyskspråkiga versionen släpptes under namnet Der Stellvertreter (Ställföreträdaren).
Filmen baseras på en pjäs från 1963 av Rolf Hochhuth, Der Stellvertreter.

## Handling
Kurt Gerstein (Tukur) är en SS-officer som blir vittne till massgasningar av människor i Bełżec och Treblinka. Förgäves försöker han få Vatikanen att fördöma massmorden, men ingen utom den unge jesuitprästen Riccardo (Kassovitz) vågar.
Filmen innehåller inte många bilder på själva dödandet utan istället bilder på tåg som åker mot lägren med dörrarna till godsvagnarna stängda och åker därifrån med dörrarna öppna, skorstenar som ryker.

## Rollista (i urval)
- Ulrich Tukur - Kurt Gerstein
- Mathieu Kassovitz - Riccardo Fontana
- Ulrich Mühe - doktor
- Michel Duchaussoy - kardinal
- Ion Caramitru - Greve Fontana
- Marcel Iures - Påve Pius XII